# Asteriscus intermedius
Asteriscus intermedius is een soort uit de composietenfamilie (Asteraceae). De soort komt voor op de Canarische eilanden (Lanzarote).

## Synoniemen
- Asteriscus sericeus var. intermedius DC.
- Bubonium intermedium (DC.) Halvorsen & Wiklund
- Nauplius intermedius Webb ex Sch.Bip.
- Odontospermum intermedium Sch.Bip.